# ستيفاني ، دوقة لوكسمبورغ الكبرى
الأميرة ستيفاني ، دوقة لوكسمبورغ الكبرى بالوراثة (ولدت الكونتيسة ستيفاني دي لانوي في 18 فبراير 1984) ، وهي زوجة الدوق الأكبر الوراثي غيوم ، الوريث الظاهر لعرش لوكسمبورغ . أصبحت مخطوبة لدوق الوراثة الأكبر في 26 أبريل 2012 وتزوجته ، في حفل مدني ، في 19 أكتوبر 2012 ، تلتها خدمة دينية في اليوم التالي. الزوجان لديهما ابن ، الأمير تشارلز .

## حياتها سابقة
ولدت ستيفاني دي لانوي في 18 فبراير 1984 في رونس ، شرق فلاندرز . هي الابنة الصغرى والرابعة لأبناء الكونت فيليب دي لانوي الثمانية ( 1922-2019 ) وأليكس ديلا فيل دي ليفيرجم ( 1941-2012 ).   
يعود تاريخ منزل لانوي إلى نبلاء هينو في القرن الثالث عشر ، ويميز أعضاؤها أنفسهم في القيادة العسكرية وشؤون الدولة. المنحدرون من تشارلز دي لانوي ، الأمير الأول لسولمونا ، المنتصر في بافيا ، حملوا لقب الكونت / الكونتيسة الإمبراطوري من عام 1526.  هاجر أحد فروع العائلة إلى الولايات المتحدة ، وغير اسمه إلى ديلانو وكان أسلاف فرانكلين ديلانو روزفلت .
التحقت ستيفاني بمدرسة سانكتا ماريا دي رونس للغة الهولندية وواصلت تعليمها في كلية سانت أوديل في فرنسا. ثم عادت إلى بروكسل للدراسة في لانستيتوت دي لا فيرج فيدل، قبل دراسة اللغة الروسية وآدابها في موسكو. تخصصت في فقه اللغة الألمانية في جامعة لوفان في لوفان لا نوف وحصلت أيضًا على درجة الماجستير من جامعة هومبولت في برلين .  وهي تتقن اللغات الهولندية والفرنسية والإنجليزية والألمانية.   إنها قادرة على التحدث بقدر لا بأس به من اللغتين اللوكسمبرجية والروسية.  
أثناء وجودها في برلين ، عملت ستيفاني كمتدربة في وكالة والون للتصدير والاستثمار الأجنبي تحت رعاية السفارة البلجيكية. عندما عادت إلى بلجيكا ، عملت في شركة صناديق استثمار في بروكسل . 

## الزواج والأمومة
مؤرخ الدوق الأكبر الوراثي جيولام و ستيفاني لمدة عامين تقريبًا قبل خطوبتهما. تم إعلان الخطبة في 26 أبريل 2012.  أبناء العمومة البعيدين ، يتشاركون في أحفاد متعددة من المشير النمساوي تشارلز ماري ريموند ، دوق أرينبرغ .  ترتبط عائلاتهم بعدة طرق أخرى: كان والد ستيفاني ، الكونت فيليب دي لانوي ، ابن عم أنطوان ، الأمير دي لين الثالث عشر ، الذي تزوج الأميرة أليكس من لوكسمبورغ - عمة غيوم الكبرى - ابنهما الأمير أنطوان لامورال تزوج من الكونتيسة «مينثيا» دي لانوي ، ابن عم ستيفاني الثاني تمت إزالته مرة واحدة. كان الكونت فيليب أيضًا ابن عم الأميرة يولاند دي لين ، التي تزوجت الأرشيدوق النمساوي كارل لودفيج ، وتزوج طفلهما الأرشيدوق كارل كريستيان من النمسا (ابن عم ستيفاني الثاني) من الأميرة ماري أستريد من لوكسمبورغ ، عمة غيوم.
تزوجت الكونتيسة ستيفاني والدوق الأكبر بالوراثة في حفل مدني في دار البلدية ، في 19 أكتوبر 2012. أقيم حفل زفافهما الديني في 20 أكتوبر 2012 في كاتدرائية سيدة لوكسمبورغ.  ارتدت العروس فستانًا من تصميم إيلي صعب وتاج عائلة لانوي. حضر العروسان أخت العريس ألكسندرا وابن أخيه غابرييل ، وابن أخت العروس وابن أخيه: أنطونيا ومادلين هاميلتون وكارولين ولويز دي لانوي وإيزور ولانسلوت دي لو كورت. 
ستيفاني وغيوم لديهما ابن ، الأمير تشارلز ، المولود في 10 مايو 2020. وهو الثاني في خط الخلافة على عرش لوكسمبورغ .  

## أنشطة
منذ يونيو 2012 ، كانت الدوقة الكبرى الوراثية ستيفاني عضوًا في مجلس إدارة مؤسسة دو جراند دوك- والدوقة الكبرى .  منذ كانون الثاني (يناير) 2016 ، أصبحت رئيسة مجلس إدارة متحف متحف جان للفن الحديث .  
منحت رعايتها لجمعية أصدقاء الفن ومتاحف التاريخ لوكسمبورغ ، و مختبر العلماء ،  وإلى بلوتزأسبل ، وهي جمعية في لوكسمبورغ تهدف إلى مساعدة المصابين بالسكتة الدماغية. منذ مايو 2017 ، تشغل منصب الرئيس الفخري والمدير لجمعية دي مينز دي مايتر .

## مرتبة الشرف

### الأوسمة الوطنية
- وصلة=|حدود لوكسمبورغ :
  - وصلة= وسام الصليب الأكبر لأدولف ناسو [21]

### مرتبة الشرف الأجنبية
- وصلة=|حدود بلجيكا :
  - وصلة= وسام التاج الكبير
- وصلة=|حدود هولندا :
  - وصلة= الصليب الأكبر من وسام أورانج ناسو [22]
  - وصلة= حائز على وسام تنصيب الملك ويليم ألكسندر
- وصلة=|حدود البرتغال :
  - وصلة= وسام الاستحقاق الصليب الأكبر [23]

## روابط خارجية
- بالفيديو: غيوم وستيفاني يعلنان الخطوبة للصحافة
- تفاصيل عائلة ستيفاني على www.geneall.net
- تفاصيل عائلة ستيفاني على www.planete-genealogie.fr[وصلة مكسورة] (Michel Janssens).